# Амазон пурпуровий
Амазон пурпуровий (Amazona vinacea) — птах родини папугові.

## Зовнішній вигляд
Тіло завдовжки приблизно 35-37 см, хвіст — 11—12 см. Забарвлення в основному зеленого кольору. Груди й верхні ділянка шиї винно-червоного відтінку з облямівкою чорного й блакитного кольорів. Голову й спину облямовує чорне пір'я. Дзьоб і вуздечка червоного кольору.

## Розповсюдження
Живе на північному сході Аргентини, південному сході Бразилії й південному сході Парагваю.

## Спосіб життя
Населяє вологі тропічні сельви, ліси, соснові бори, гірські схили до висоти 500—2000 м над рівнем моря. У шлюбний період живуть парами, у решта час у невеликих зграях до 30 птахів. Живляться квітками, плодами, насіннями, бруньками й листям. Зустрічаються іноді на апельсинових плантаціях.

## Загрози й охорона
Знаходиться на грані зникнення через вирубку лісів, вилову, окультурення земель.